# Hebecnema
Hebecnema este un gen de muște din familia Muscidae. 

## Specii
- H. anthracina Stein, 1908
- H. fulva (Bigot, 1885)
- H. fumosa (Meigen, 1826)
- H. nigra (Robineau-Desvoidy, 1830)
- H. nigricolor (Fallén, 1825)
- H. umbratica (Meigen, 1826)
- H. vespertina (Fallén, 1823)

## Referinșe
1. ↑  D'Assis Fonseca, E.C.M (1968). Diptera Cyclorrhapha Calyptrata: Muscidae. Handbooks for the Identification of British Insects. 10. London.: Royal Entomological Society of London. pp. 118pp.
2. ↑  Gregor, F.; Rozkosny, R.; Bartak, M.; Vanhara, J. (2002). The Muscidae (Diptera) of Central Europe. Scientiarum Naturalium Universitatis Masarykianae Brunensis. 107. Masaryk: Masaryk University. pp. 280pp.